# Swanbourne, Western Australia
Swanbourne är en del av en befolkad plats i Australien. Den ligger i kommunen Nedlands och delstaten Western Australia, nära delstatshuvudstaden Perth. Antalet invånare är 3 512.
Runt Swanbourne är det mycket tätbefolkat, med 1 754 invånare per kvadratkilometer.. Närmaste större samhälle är Perth, nära Swanbourne. 
Runt Swanbourne är det i huvudsak tätbebyggt. Genomsnittlig årsnederbörd är 1 018 millimeter. Den regnigaste månaden är maj, med i genomsnitt 176 mm nederbörd, och den torraste är februari, med 9 mm nederbörd.